# タイの地理

タイ王国の位置

本項では、タイの地理（タイのちり）について解説する。タイ王国（以下、タイ）は東南アジア西部、インドシナ半島の中心に位置する国で、周囲はミャンマー、ラオス、カンボジア、マレーシアのほか、タイランド湾とアンダマン海と接する。

## 国土

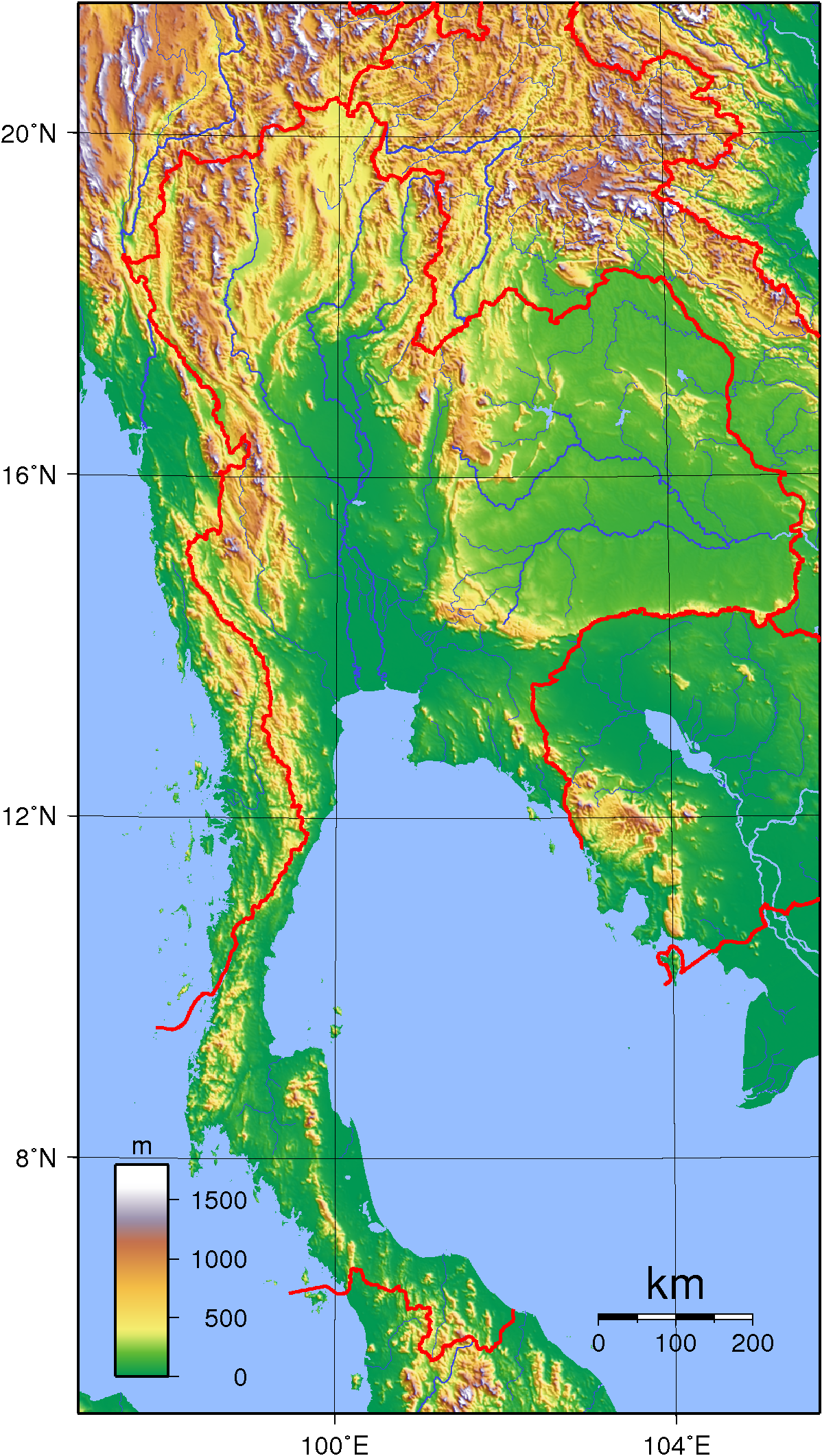
タイの地形図

国土は北緯5度37分から20度27分（約1600キロメートル）、東経97度22分から105度37分（約800キロメートル）の範囲内にあり、斧とも象の頭とも例えられる形をしている。西部と北西部はミャンマーと、北東部はラオスと、南東部はカンボジアと、南部はマレーシアとそれぞれ接し、国境線は1900年代におおよそ確定した。また、南部のマレー半島では東側でタイランド湾と、西側でアンダマン海と面する。面積は陸域51万890平方キロメートル、水域2230平方キロメートルで計51万3120平方キロメートルとなっており、世界で50番目に大きい国である。

## 地形・地質
タイは4地域から6地域に区分され、4地域区分の場合は北部、中部、東北部、南部となり、5地域区分の場合は東部が加わり、6地域区分の場合はさらに西部が加わる。
北部
国内最高峰のドイ・インタノン山をはじめ、高山が南北に平行して連なる山岳地帯で、ナーン川、ピン川、ヨム川、ワン川の4河川が南下し、山間の河川沿いに形成された盆地ではチェンマイなどの地方都市が多く見られる。ミャンマーやラオスと接し、また山岳民族が多く居住する。
中部
北部から南下すると地形は平野が主体となっていき、先述の4河川は中部で順次合流してチャオプラヤー川となる。チャオプラヤー川の中下流域には低平地（氾濫原・デルタ）が6万6000平方キロメートルにわたって広がる。デルタはチャオプラヤー・デルタとして国内随一の穀倉地帯となっており、首都バンコクや古都アユタヤなどが位置する。
東北部
東北部地域はイサーンと通称され、コーラート台地とほぼ重複する。イサーンを構成する20県のうち、12県を北イサーン、8県を南イサーンと二分することがあり、北イサーン中部の4県を中部イサーンとすることもある。西縁はペッチャブーン山脈やドンパヤエン山脈で、南縁はサンカムペーン山脈とダンレク山脈でそれぞれ隔てられ、ダンレク山脈はカンボジアとの国境にもなっている。国土の3分の1程度を占める台地が緩やかに起伏し、台地上を流れるムン川とチー川がメコン川に合流してラオスとの国境を成している。灌漑用ダムの建設に伴い改善されてきているものの、ラテライトというやせ土のうえ乾燥気候のため、一部の小河川流域を除き農耕には適していない。
南部
ミャンマーとの国境地域にあるタノントンチャイ山脈ないしテナセリム山脈がマレー半島に連なって形成される地域で、半島部分では標高700メートルから1000メートル級の山が半島を二分している。半島の付け根部分はミャンマーと領土を分かつが、北緯10度（クラ地峡）を境に全域がタイ領となる。アンダマン海側では山地のすぐそばが海であるのに対し、タイランド湾側では海岸平野が点在する。北緯6度付近でマレーシアと接し、国境地域（深南部）ではタイ文化（仏教文化）とマレー文化（イスラーム文化）が混交した独特な文化が育まれている。

### 地質
現在のタイは三畳紀、ゴンドワナ大陸の分裂で生じた2つの大陸片（シャンタイとインドシナ）が衝突して一体化したものが北進してローラシア大陸と繋がった結果できた姿と考えられている。地質学的にもタイはシャンタイ地塊に属する西帯、インドシナ地塊に属する北東帯、西帯と北東帯の間の中央帯に区分される。 
東北部は過去に第三紀の地殻変動で中生代ジュラ紀・白亜紀の砂岩と頁岩が上昇した程度で、比較的安定した台地となっている。それ以外のほとんどの地域では古生代の石灰岩などの堆積岩、先カンブリア時代の変成岩を主体とする複雑な地質構造を呈し、西帯では後期中生代の花崗岩が、中央帯では古生代・中生代の中性または酸性の火山岩が多く見られる。
地震活動は活発ではないが、北西部や中南西部を中心に13の活断層が知られ、2014年には北部でマグニチュード6.3という過去最大級の地震 (2014 Mae Lao earthquake)が起きている。

### 山
インドシナ半島を南北に並行して連なる山脈はタイの地形的特徴のひとつとなっている。国の最高峰はドン・インタノン山で、標高は2565メートルとなっている。主要な山脈としてはタノントンチャイ山脈やタイ北縁に当たるデーン・ラオ山脈、ミャンマーとの国境を成すテナセリム山脈などがあり、南下するにつれて平均標高は低くなっていく。火山はない。

### 河川
主要河川としてチャオプラヤー川とメコン川が挙げられ、そのほかサルウィン川、メークローン川、ムン川、チー川、ターチン川、バーンパコン川などがある。半島部やタイランド湾岸では延長が短く急勾配の河川が多い。

### 森林
森林率は1940年代時点で63%だったのが、1960年代時点で53.3%、1991年時点で26.6%と、木材輸出や都市化、開発などが原因で減少傾向が続いていた。1980年代後半以降に天然林伐採禁止などの保護策を講じるようになってからは減少に歯止めがかかるようになり、2020年時点では王室林野局によれば31.6%、FAOによれば38.9%と安定的である。
王室林野局は国内の森林をマングローブ・海岸林、常緑樹林、マツ林、混交落葉樹林、落葉フタバガキ林、サバナと6区分しており、ユーカリやゴムなどの外来種の植林は農地扱いとしている。このうちマングローブ林と海岸林は南部と東部に、混交落葉樹林は北部に、落葉フタバガキ林とサバナは東北部にそれぞれ多く見られる。

### 島嶼
約1430の島々があり、最大の島はプーケット島である。

## 気候

ケッペンの気候区分で色分けされたタイの地図

ケッペンの気候区分上は熱帯気候で、おおむね南部が熱帯モンスーン気候、それ以外の地域はサバナ気候となる。明瞭に雨季と乾季に分かれ、乾季はさらに冷涼な時期と高温の時期に二分される。年平均気温は摂氏24度から28度程度で、年較差は少ないが、日較差は大きい。寒さのピークは12月から1月にかけてで、北部では氷点下まで冷え込むこともある。暑さのピークは4月から5月にかけてで、場所によっては40度を超えることもある。
5月半ばから10月半ばにかけてはインド洋から暖かく湿った季節風が吹き、雨季、南西モンスーン期、グリーンシーズンとも呼ばれる。雨季では一日中雨が降るというより、1時間から2時間程度の激しいスコールが1日数回見られることが多い。冬季にかけてしばしば発生する洪水はタイで最も多い自然災害となっており、勾配が小さいという河川流域の特性上排水に時間がかかり被害が長期化する傾向もある。
雨季が過ぎると2月半ばにかけて大陸側から冷たく乾燥した季節風が吹く北東モンスーン期となり、冬季とも呼ばれる。多くの地域にとって冬季は最も温和な時期だが、南部の東海岸では例外的に雨季となる。2月半ばから5月半ばは暑季や夏期、前モンスーン期と呼ばれ、北東モンスーンから南西モンスーンの移行期間にあたり、比較的季節風の影響を受けにくく、1年で最も暑い時期となっている。4月と5月の降水量は変動が大きく、頻度・規模は雨季ほどではないがスコールが見られる。
年降水量はほとんどの地域で1100ミリから1500ミリだが、地域差が大きく、特に半島部ではタイランド湾側のホアヒンでは1000ミリに満たないのに対し、アンダマン海側のラノーンでは4000ミリを超える。年降水量が1000ミリ以下の地域など、年によって降水量が大きく変動するところも見られる。最多雨月は8月から9月、最少雨月は12月から2月の場合が多い。乾季には月降水量が10ミリ以下のところが多いが、南シナ海からの熱帯低気圧で雨が降ることもある。熱帯低気圧は10月をピークに平均して年に3個から4個接近・上陸し、南部は熱帯性暴風の襲来を受けることもある。
| 平年値 （月単位） | 平年値 （月単位） | 北部               | 北部           | 北部           | 北部                       | 東北部           | 東北部                 | 東北部                   |
| 平年値 （月単位） | 平年値 （月単位） | チェンマイ         | チェンライ     | ナコーンサワン | ピッサヌローク             | ウドーンターニー | ウボンラーチャターニー | ナコーンラーチャシーマー |
| ----------------- | ----------------- | ------------------ | -------------- | -------------- | -------------------------- | ---------------- | ---------------------- | ------------------------ |
| 平均気温 （摂氏） | 最暖月            | 29.6（4月）        | 27.9（5月）    | 31.7（4月）    | 31.1（4月）                | 30.2（4月）      | 30.3（4月）            | 30.3（4月）              |
| 平均気温 （摂氏） | 最寒月            | 22.3（1月）        | 20.7（1月）    | 25.3（12月）   | 25.0（12月）               | 23.0（12月）     | 24.6（12月）           | 24.4（12月）             |
| 降水量 （mm）     | 最多月            | 216.0（8月）       | 365.2（8月）   | 235.0（9月）   | 264.0（9月）               | 294.6（8月）     | 361.4（9月）           | 238.9（9月）             |
| 降水量 （mm）     | 最少月            | 10.0（12月）       | 6.1（2月）     | 5.2（12月）    | 7.0（12月）                | 6.5（12月）      | 0.9（12月）            | 3.0（12月）              |
| 平年値 （月単位） | 平年値 （月単位） | 中部               | 中部           | 中部           | 中部                       | 南部             | 南部                   | 南部                     |
| 平年値 （月単位） | 平年値 （月単位） | アランヤプラテート | チャンタブリー | バンコク       | プラチュワップキーリーカン | ソンクラー       | チュムポーン           | プーケット（国際空港）   |
| 平均気温 （摂氏） | 最暖月            | 30.5（4月）        | 29.0（4月）    | 30.8（4月）    | 29.4（4月）                | 29.1（5月）      | 29.1（4月）            | 29.0（4月）              |
| 平均気温 （摂氏） | 最寒月            | 26.1（12月）       | 26.6（12月）   | 27.4（12月）   | 25.9（1月）                | 26.9（12月）     | 25.8（12月）           | 27.2（12月）             |
| 降水量 （mm）     | 最多月            | 239.0（9月）       | 540.1（9月）   | 343.6（9月）   | 237.4（10月）              | 593.8（11月）    | 258.4（11月）          | 393.9（9月）             |
| 降水量 （mm）     | 最少月            | 5.7（12月）        | 9.8（12月）    | 13.5（12月）   | 22.6（2月）                | 36.8（2月）      | 44.6（2月）            | 48.9（2月）              |

### 気候変動
20世紀半ばから気温上昇や降水量増加が報告されてきており、今後もシナリオ次第で21世紀末までに平均気温が1度から4度程度上昇するなど、様々な予測がなされている。中央政府は1994年に気候変動枠組条約、2002年に京都議定書を批准するなど、天然資源・環境省天然資源・環境政策計画局を中心にASEAN諸国の中でも進んだ対策に取り組んでいるものの、熟練した実務者が限られているという課題がある。

## 生物相

### 動物相

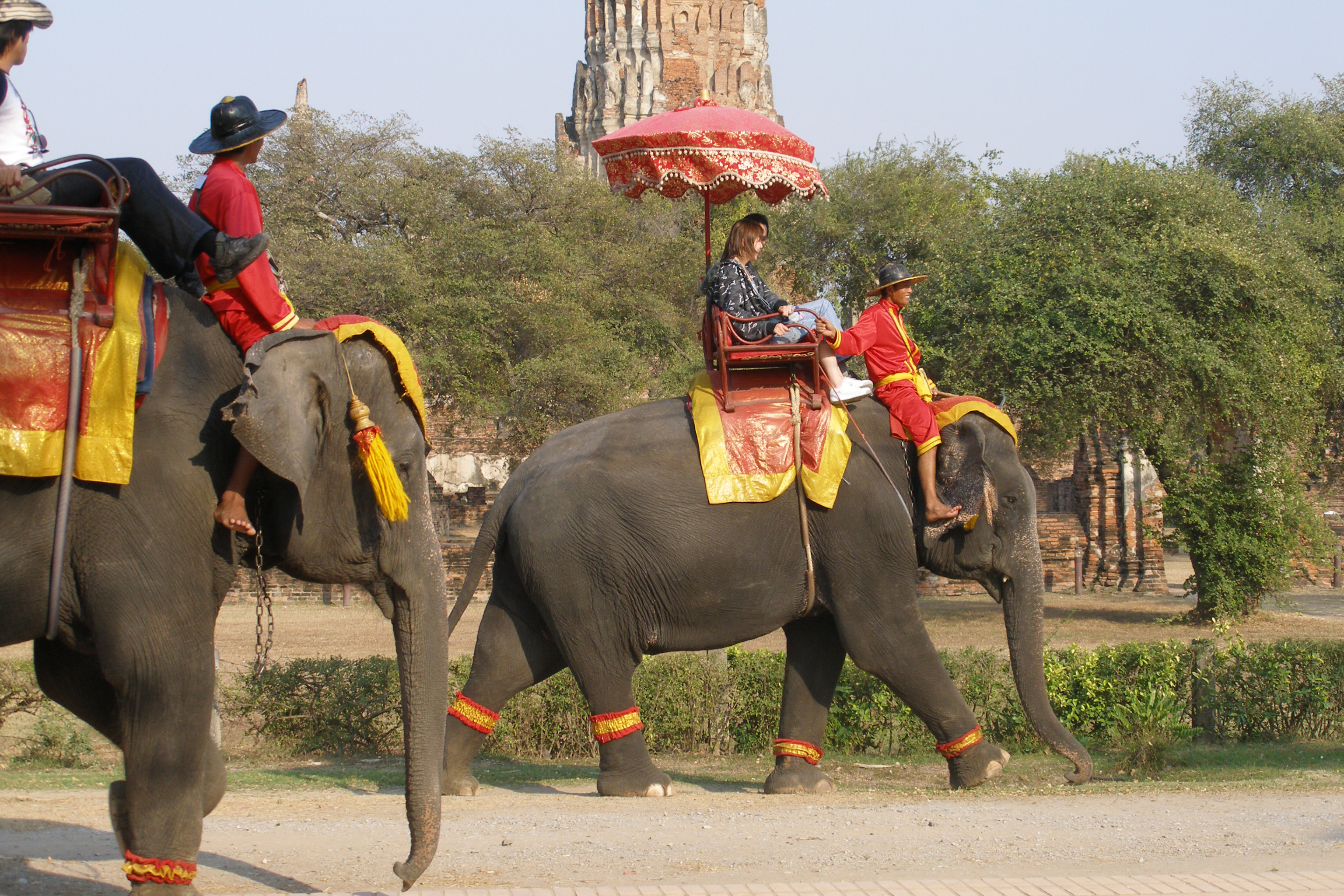
アユタヤ市のゾウ

生物地理区上では東洋区に属し、インドシナ亜区とスンダ亜区にまたがる。ONEP (2007)によれば、記録されている哺乳類は302種、鳥類は982種、爬虫類は350種、両生類は137種、魚類は2820種（淡水魚720種）となっており、そのうち1196種の保全状況が2005年に評価された結果、哺乳類116種、鳥類180種、爬虫類32種、両生類5種、魚類215種が絶滅危惧種とされている。
代表する動物としてはゾウが挙げられ、特に白いゾウは王の象徴とされ、過去に国旗にも描かれたほか、国民の多くが信仰する仏教においては仏陀の化身とされる。20世紀初頭の時点では10万頭ほど飼育されていたというが、2023年時点では野生個体が約2250頭、飼育個体が約2400頭と減少しており、中央政府は保護施設や専用の病院を開設するなどの保護策を講じている。タイにおけるゾウも参照。スイギュウや雄牛も使役動物とされていたが、移動手段が多様化したことで1980年代までに使役されることはほとんどなくなった。

### 植物相
植物区系では旧熱帯区系界に属する。約1900属1万種の維管束植物が生息していると推測され、そのうち約1割は固有種とされる。Santisuk et al. (2006) ではタイに分布する双子葉植物921種、単子葉植物417種、シダ植物42種、裸子植物27種の計1407種が掲載されている。
主要樹種としてはフタバガキ科やチークなどがあり、そのほかカキノキ属やパンノキ属（Artocarpus）、サルスベリ属（Lagerstroemia）、マングローブ林ではヒルギ科やセンダン科などが見られる。

## 行政区画
タイの地方行政は、中央政府が地方に首長となる高官を派遣する国による地方行政と、選挙で選出された首長などによる地方自治行政とがあり、それぞれの行政体制には差異がある。前者の行政単位としてチャンワット（県）、アムプー（郡）、タムボン（行政区）、ムーバーン（村）があり、2016年11月時点で76県878郡7,255行政区74,965村存在する。後者の行政単位としてはオボチョー（県自治体）、テッサバン（市町自治体）、オボトー（タムボン自治体）があり、2016年11月時点で76県自治体2,441市町自治体5,334タムボン自治体が存在するほか、これら一般地方自治体とは別にバンコクとパッタヤー特別市が特別地方自治体に位置付けられている。

## 人口

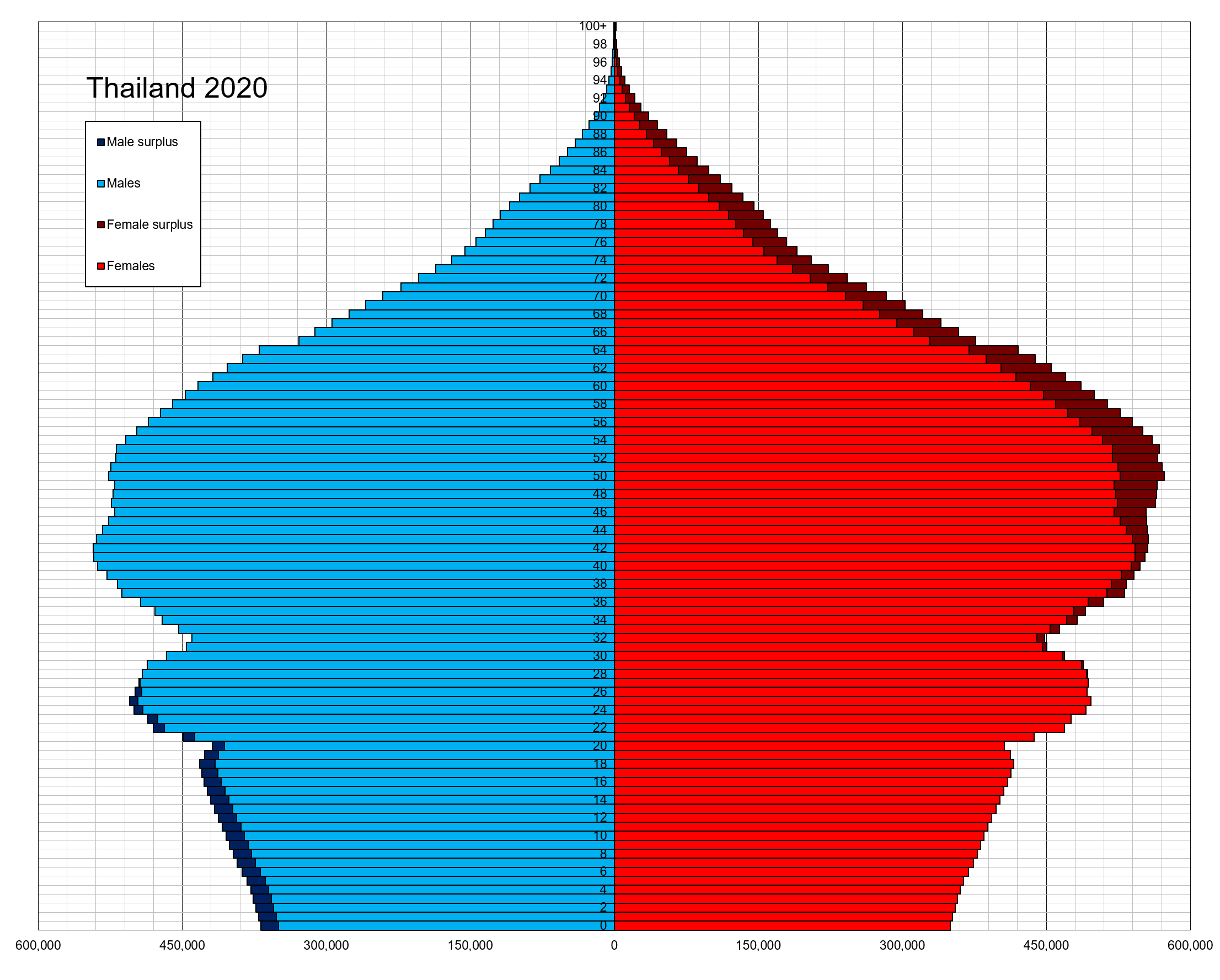
タイの人口ピラミッド（2020年）

2022年の人口は6609万475人。年々出生率が低下しており、1960年時点では6.147だったのが2016年時点では1.482となっている。今後少子高齢化が進み、2026年には生産年齢人口が減少傾向に転じ、2029年には高齢化率が20%に達する予想となっている。人口の多い地域としては、首都のバンコクが挙げられ、そのほかチョンブリーやチェンマイ、ソンクラーなどがある。県別では北部や中部で人口減、バンコク周辺や東部、南部で人口増の傾向が見られるが、いずれの地方でも半数以上の都市が減少傾向にある。